# Chrysallida pellucida
Chrysallida pellucida är en snäckart som först beskrevs av Lewis Weston Dillwyn 1817.  Chrysallida pellucida ingår i släktet Chrysallida, och familjen Pyramidellidae. Arten är reproducerande i Sverige.